# Prysmian
Die Prysmian S.p.A. ist ein italienischer Kabelhersteller mit Sitz in Mailand. Das Unternehmen ist der größte Kabelhersteller der Welt und an der Borsa Italiana im Leitindex FTSE MIB gelistet.

## Unternehmen
Prysmian betreibt 107 Produktions- und 27 Forschungsstätten in 50 Ländern, in denen rund 33.000 Mitarbeiter beschäftigt sind.
Unter anderem gehören zu den Produkten Glasfaserkabel, Telekommunikations- sowie Energie- und Steuerkabel, die widerstandsfähig gegen hohe Temperaturen, Feuer, ionisierende Strahlung und chemische Substanzen sind und als Erdkabel, Seekabel, Freileitungs-Leiterseile sowie elektrische Standard- und Spezialleitungen produziert werden.

## Geschichte
Am 28. Juli 2005 veräußerte Pirelli seine Kabelaktivitäten mit einem Unternehmenswert von 1,3 Milliarden Euro an Finanzinvestoren unter Führung der US-amerikanischen Investmentbank Goldman Sachs, die daraus die Prysmian S.p.A. bildeten.
Am 1. Juni 2008 übernahm das deutsche Tochterunternehmen Prysmian Kabel und Systeme GmbH (Berlin) den Kabelhersteller Facab Lynen GmbH & Co. KG in Eschweiler, betrieb ihn unter dem Namen Prysmian-Kabelwerk Lynen und schloss das Werk Ende 2012. Damit verfügt Prysmian in Deutschland noch über Werke in Berlin, Neustadt bei Coburg, Neumünster, Nordenham, Nürnberg, Schwerin und Wuppertal.
Im Dezember 2017 gab Prysmian die Übernahme des Wettbewerbers General Cable bekannt.
Prysmian erhielt im Februar 2022 den Auftrag, für das HGÜ-Seekabel NeuConnect 725 km Kabel zu produzieren.
Prysmian übernahm 2024 den texanischen Mitbewerber Encore Wire um 4,2 Mrd. US$.

## Kartell
Am 2. April 2014 verhängte die Europäische Kommission gegen die 11 beteiligten Hersteller im Hochspannungs-Kabelkartell Geldbußen von insgesamt knapp 302 Millionen Euro. Prysmian erhielt mit 104,61 Millionen Euro die höchste Geldbuße aller Beteiligten.